# 京都府道213号長岡京停車場線
京都府道213号長岡京停車場線（きょうとふどう213ごうながおかきょうていしゃじょうせん）は、京都府長岡京市を通る一般府道である。

## 概要
長岡京市東神足（こうたり）1丁目から長岡京市神足に至る。別名、JR東口通り。

### 路線データ
- 起点：長岡京市東神足1丁目（長岡京駅東口交差点、JR西日本東海道本線 長岡京駅東口）
- 終点：長岡京市神足（大張交差点、国道171号交点）

## 路線状況

### 別名
- JR東口通り

### 道路施設

#### 橋梁
- 古市橋（小畑川、長岡京市）

## 地理

### 通過する自治体
- 長岡京市

### 交差する道路
| 交差する道路                                        | 交差する場所     | 交差する場所      |
| --------------------------------------------------- | ---------------- | ----------------- |
| 国道171号 大阪府道・京都府道14号大阪高槻京都線 重複 | 神足（こうたり） | 大張交差点 / 終点 |

### 沿線
- JR西日本東海道本線 長岡京駅
- 村田製作所
- 村田機械総合グラウンド
- 三菱ロジスネクスト
- 長岡京市立長岡第九小学校、神足保育所
- 帝産観光バス 京都支店
- 長岡京消防署東分署
- ヌヴォトン テクノロジージャパン